# Castillo de Soure
El castillo de Soure está localizado en la villa portuguesa del mismo nombre, en el distrito de Coímbra. Se erige en el valle del río Mondego en una colina baja en la que se encuentra la intersección de los ríos Anços y Arunca. Integraba la línea avanzada de las estructuras defensivas de Coímbra junto con los castillos Montemor-O-Velho y Lousa.

## Historia

### Antecedentes
El río Arunca fue, en la época medieval, navegable por embarcaciones de pequeño calado, por lo que era el lugar por donde se transportaban los productos de la región, además de la abundancia de caza y pesca, por lo que la importancia de este lugar viene desde hace mucho tiempo.
En la época de la invasión romana de la península ibérica, existió allí un pequeño destacamento para proteger el camino que llevaba a Coímbra. Más adelante existieron otras fortificaciones construidas por los suevos y los visigodos.

### El castillo Medieval
En ausencia de documentación escrita es discutida la fecha exacta de la construcción del castillo. Por haber sido construido en la época de la Reconquista Cristiana, algunos pretenden dar el crédito de su construcción a los musulmanes, pensando que fue construido en el siglo XI, pero es más acertada la idea de que fue construido en el s. X. Los defensores de la primera fecha, atribuyen la edificación de la fortaleza al Conde Sesnando Davides, mientras que los defensores de la segunda fecha, argumentan que por hacer parte este territorio del Condado Portucalense, fue el Conde D. Henrique quien mandó construir el castillo.
La medida defensiva del conde Henrique no surtió mayor efecto, y cuando los musulmanes lanzaron una gran ofensiva para retomar la región de Coímbra, los pobladores del lugar se refugiaron en esa ciudad que les ofrecía mayor protección que el castillo.
Sin embargo, una nueva iniciativa para el repoblamiento de Soure se presentó cuando la condesa Teresa entregó los castillos de Soure y Quiaios a Fernando Peres de Trava. En este periodo la defensa de la Villa Nueva de Soure fue confiads a Gonzalo Gonsalves que más tarde se destacaría en la conquista de Santarém.
Más tarde la condesa Teresa concedió el castillo y todo el terreno entre Coímbra y Leiría a la Orden de los Caballeros Templarios, quienes tomaron el castillo como su sede en la región. Con la extinción de la Orden, los dominios de Soure pasaron a la Orden de Cristo a través de una Bula Papal en el 14 de mayo de 1319.

### DelsigloXIXa la actualidad
Durante el siglo XIX el castillo perteneció a la Orden de Cristo. En este siglo dos de sus torres fueron vendidas por Joao Ramos Faria Joao Lobo Santiago. En la primera mitad del siglo XX perteneció al poeta portugués Santiago Presado, que en la década de 1940 lo colocó a disposición de la Cámara Municipal.
En 1973 el castillo fue puesto en venta por un valor de $60.400 y finalmente fue comprado por el estado portugués.

## Características
Castillo de planicie, es un extraño ejemplar de la arquitectura militar proto-románica, con vestigios de obras del periodo gótico y manuelino. Inicialmente contaba con cuatro torres pero hoy en día solo sobrevive la que estaba ubicada al Sudoeste.
Se accede al cuarto de armas el castillo por un portal en arco ubicado cerca de la primitiva ubicación de la torre norte.
Con el pasar de los siglos el castillo perdió su característica defensiva por lo que su valor histórico no fue valorado por largo tiempo. Junto al Castillo de Soure, al Este, se encuentran las ruinas de la Iglesia de Nuestra Señora de Finisterra.